# Ахи, Андрус Янович
Андрус Ахи (эст. Andrus Ahi; 25 апреля 1967, Таллин, Эстонская ССР, СССР) — советский и эстонский хоккеист, вратарь.

## Карьера
Начинал свою карьеру в таллинском «Таллэксе». С 1989 по 1991 год Ахи защищал ворота клуба Высшей советской лиги «Крылья Советов» (Москва). Параллельно Ахи выступал за студенческую сборную СССР, с которой он дважды становился призёром Всемирной зимней Универсиады.
После развала СССР вратарь вернулся на родину. Ахи неоднократно становился чемпионом Эстонии по хоккею с шайбой. За национальную сборную он играл на шести Чемпионатах мира в низших дивизионах. С 1999 по 2001 год был генеральным менеджером сборной Эстонии. В конце карьеры успел поиграть в Турции и Финляндии.
С 2003 года живёт в Финляндии. Работает с вратарями в сборной Эстонии различных возрастов.

## Достижения
- Чемпион Эстонии (6): 1991, 1992, 1993, 1994, 1997, 1999.
- Обладатель Кубка Эстонии (2): 1997, 1998.